# Charles Alexis Vandenberg
Pour les articles homonymes, voir Vandenberg.
Charles Alexis Vandenberg, né le 20 janvier 1858 à Antibes  et mort le 14 janvier 1942 dans cette même ville, est un général de division, commandant de corps d'armée français, grand-croix de la Légion d'honneur. 
Il se distingue au cours de campagnes militaires en Afrique du Nord et au Tonkin, ainsi que pendant la Première Guerre mondiale.

## Biographie
Vandenberg est né comme fils de Alexis Pascal, sous-lieutenant au 74e régiment d'infanterie de Ligne, alors que son père adoptif sera le général Édouard Cailliot. Après ses études de lycée à Chambéry et Rouen, Vandenberg entre en 1876 à l'école spéciale militaire de Saint-Cyr (Promotion Plewna). Il commence sa carrière militaire comme sous-lieutenant en 1878, pour terminer en tant que Colonel en 1913. En 1892, le général Cailliot, commandant du 10e Corps d'Armée, lui remet l'insigne de chevalier de la Légion d'honneur.
Mis à la retraite en avril 1914, à la suite d'une campagne de presse, Vandenberg est rappelé en août 1914. Il est promu Général de Brigade en décembre 1914.
Vandenberg est jugé « trop humain » au début du conflit. Il est rapidement évincé car refusant les sacrifices inutiles. Il redemande aussitôt un commandement et prend celui d'une brigade du corps expéditionnaire des Dardanelles. Il y sera grièvement blessé en mars 1915 et restera en convalescence pendant six mois. 
De 1916 à 1918, il se retrouve à la tête d'une brigade lors de la bataille de la Somme où il tisse des liens avec les Généraux Foch et Weygand. Il est promu général de Division en mars 1917. Il assure des victoires au 10e Corps d'Armée sous son commandement en 1918 et lorsque survient l'armistice et la libération de l'Alsace, il se trouve à Bruyères dans les Vosges. De Barr, où il est résidera pendant 10 mois, le Général conduit ses régiments à Strasbourg pour escorter les grand chefs d'armée. 

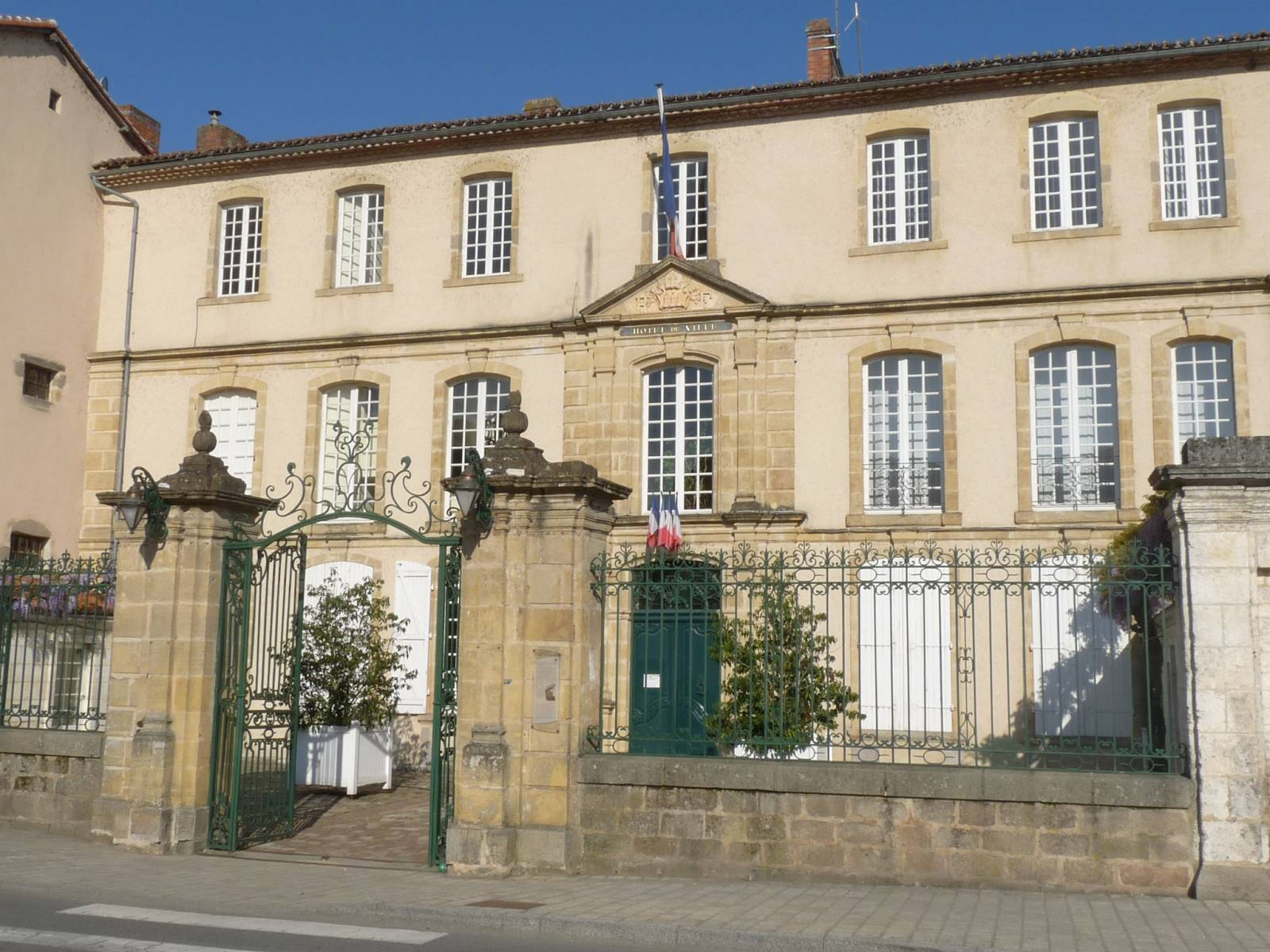
Hotel des Brosses à Confolens

Après la guerre, il est à la tête du 30e Corps d'Armée de l'Armée du Rhin.

En mai 1922, Vandenberg réside à l' Hôtel Dassier des Brosses à Confolens, et du 27 juin 1924 au 13 janvier 1925, atteint par la limite d'âge, il est nommé gouverneur du Grand Liban par le Général Weygand. 
Lors de son départ à la retraite en août 1927, Philippe Pétain (aussi de la promotion Plewna à Saint-Cyr) lui remet la grand-croix de la Légion d'honneur.

Le Général se retire dans sa villa Le Rhin, boulevard James-Wyllie à Antibes pour se consacrer à l'étude et à la charité. Devenu aveugle, il y décède à l’âge de 84 ans.

## Généalogie
- Il est fils d' Alexis Pascal Vandenberg (°Phalsbourg 1827), capitaine d'infanterie (1868) et chevalier de la Légion d'honneur (1873) et de Virginie, fille de Jean-Baptiste Roubion, maître d'hôtel d'Antibes.
- Il épouse en 1891 Ellen Timmerman(1867-1903) , fille de Felix (1840-1900) et de Mathilda Drake.

## Décorations

### Décorations françaises
- Légion d'honneur :
  - Chevalier - 9 juillet 1892
  - Officier - 12 juillet 1910
  - Commandeur - 25 février 1916
  - Grand officier - 28 septembre 1918
  - Grand-croix - 17 août 1927
- Croix de guerre 1914-1918 avec 4 palmes
- Médaille commémorative de l'expédition du Tonkin

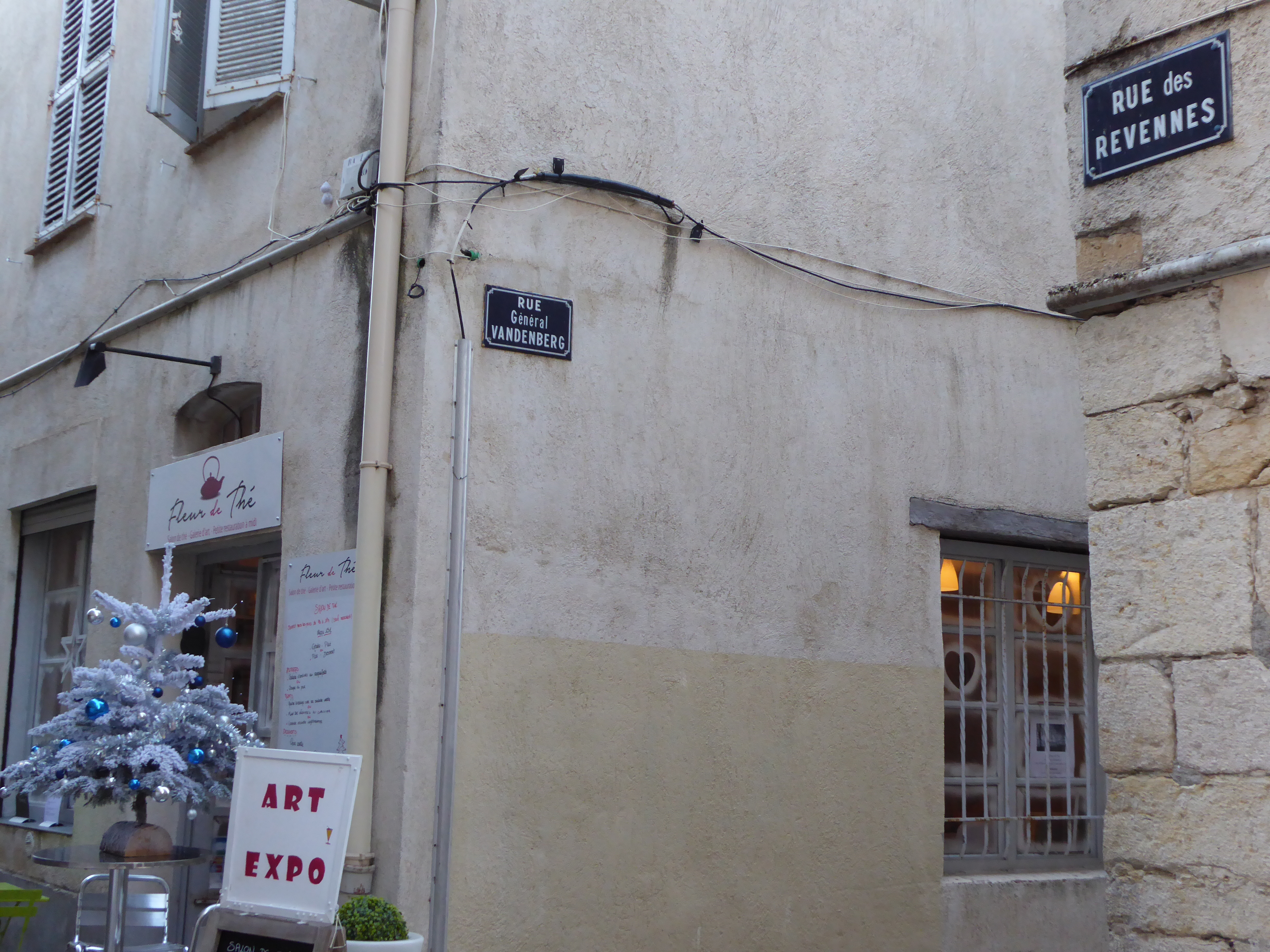
rue Vandenberg à Antibes

- Médaille interalliée 1914-1918

### Ordres coloniaux
- Officier de l'Ordre royal du Cambodge
- Officier de l'ordre du Dragon d'Annam

### Décorations étrangères
- Distinguished Service Medal, États-Unis
- Knight Commander Order of St Michael and St George, Royaume-Uni

### Hommages
- Il existe une rue du Général Vandenberg à Antibes, sa ville natale ;
- La rue de la Poste où il résidait pendant 10 mois à Barr fut renommée en rue du Général Vandenberg ; pendant l'occupation de 1939 à 1945, elle s'appela brièvement rue Martin Feuerstein
- Une plaque a été apposée par la Ville d'Antibes sur la maison natale du Général Charles Alexis Vandenberg, rue James Close, à Antibes.